# Johann Adam von Lamberg
Johann Adam von Lamberg (* 7. März 1677 in Wien oder Steyr; † 16. Januar 1708 in Innsbruck) war kaiserlicher Kämmerer, Hofkammerrat und Landjägermeister im Erzherzogtum Österreich ob der Enns.

## Leben
Johann Adam, Reichsgraf von Lamberg, Freiherr auf Ortenegg und Ottenstein, stammte aus der älteren fürstlichen Linie des Hauses Lamberg. Er war das elfte Kind und der zweite Sohn des Grafen Franz Joseph von Lamberg-Steyr (1637–1712) aus der Ehe mit Anna Maria Gräfin Trautmannsdorf-Weinsberg (1642–1727), einer Tochter des böhmischen Statthalters Adam Matthias von Trauttmansdorff (1617–1684). Seine Brüder waren die Fürsten Leopold Matthias von Lamberg (1667–1711) und Franz Anton von Lamberg (1678–1759), der Kardinal Joseph Dominikus von Lamberg (1680–1761), dessen Suffraganbischof Franz Alois von Lamberg (1692–1732), außerdem die Grafen Johann Philipp von Lamberg (1684–1735) und Johann Ferdinand von Lamberg (1689–1764).
Da er der zweite Sohn und die Herrschaft Steyr für seinen älteren Bruder Leopold Matthias bestimmt war, übernahm sein Onkel, der Passauer Fürstbischof Johann Philipp von Lamberg (1651–1712), seine Ausstattung, holte ihn an seinen Hof nach Passau, nahm ihn an Kindes statt an und bestimmte ihn für das 1696 von einem entfernteren Verwandten, Johann Raimund von Lamberg, erworbene Fideikommiss Kitzbühel.
Graf Hans Adam verliebte sich in Antonie, älteste Tochter des Fürsten Anton von Liechtenstein, der die Verbindung nicht duldete, wohl wegen Lambergs ungenügender besitzmäßiger Ausstattung. Graf Hans Adam entführte daher mit deren Mitwirkung seine Braut im Frühjahr 1702 aus dem elterlichen Haus in Wien oder nach anderen Angaben aus der Heiligkreuzkirche. Das Paar heiratete auf der Flucht und hielt sich in Kitzbühel verborgen. Ende September 1702 kamen sie auf Schloss Lamberg nach Steyr, wo sich Hans Adam bei seinem Vater um Heiratsgut, Morgengabe und Witwensitz für seine Frau bemühte. Im Oktober 1702 wurde Graf Hans Adam auf Betreiben des Fürsten Liechtenstein von seinem Posten als Landrat und Landjägermeister abberufen und im November in Graz inhaftiert. Seine Ehefrau Antonie wurde zunächst im Cölestinerinnenkloster in Steyr, dann im Ursulinenkonvent in Innsbruck untergebracht. Nach einem halben Jahr, Ende April 1703, wurden beide begnadigt. Da Fürst Liechtenstein sich trotz Bemühungen des Kardinals Johann Philipp und sogar des Kaisers nicht erweichen ließ, kam die Angelegenheit erst durch Hans Adams frühzeitigen Tod im Januar 1708 zu einem Ende. Die Witwe heiratete in zweiter Ehe den Grafen Ehrgott Maximilian von Kuefstein (1676–1728), mit dem sie vier Kinder hatte. Sie starb am 19. Dezember 1715.